# Zgornja Sorica
Zgornja Sorica je naselje v Občini Železniki.
Osrednji del Zgornje Sorice je razpotegnjen po povirju reke Sore. K naselju Z. Sorica spadajo še zaselki Gablerji, Rotek in Elple, ki so raztreseni po bližnjih in bolj oddaljenih slemenih v nadmorski višini 680 do 970 mnm. V Zgornji Sorici se razcepi cesta, ki pripelje iz Železnikov levo proti Baški grapi, desno pa na Soriško planino.
Na ukaz freisinškega škofa so območje Spodnje in Zgornje Sorice ob koncu 13. stol. začeli poseljevati Nemci iz Pustriške doline na Tirolskem, natančneje iz okolice mesta Innichen (danes del Južne Tirolske v Italiji). Prebivalci Sorice so vse do prve svetovne vojne ohranili stike z nekdanjo domovino in pošiljali delegacijo v Innichen. V Sorici se je razvil lasten nemški dialekt - soriško narečje oz. »dajnarska špraha«, ki je zaradi zgodnje izolacije vseboval veliko izrazov iz stare nemščine. Leta 1945 je bilo 92 domačinov iz Sorice izgnanih in njihovo premoženje zaplenjeno kot del izgona pripadnikov nemške narodne manjšine v Sloveniji. Po vojni se je nemški dialekt po 700 letih zlil s slovenščino in danes obstaja le še v določenih izrazih in besedah.
Povezovanje z nekdanjo domovino prebivalcev Sorice, Innichenom, se je v sodobnem času zopet obudilo.